# Plagiobrissus pacificus
Plagiobrissus pacificus is een zee-egel uit de familie Brissidae.
De wetenschappelijke naam van de soort werd in 1940 gepubliceerd door Hubert Lyman Clark.